# Aartsbisdom Trujillo
Het aartsbisdom Trujillo (Latijn: Archidioecesis Truxillensis) is een rooms-katholiek aartsbisdom met als zetel Trujillo, in Peru. De aartsbisschop van Trujillo is metropoliet van de kerkprovincie Trujillo, waartoe ook de volgende suffragane bisdommen behoren:
- Cajamarca
- Chimbote
- Huamachuco (territoriale prelatuur)
- Huaraz
- Huarí
- Moyobamba (territoriale prelatuur)

## Geschiedenis
Het aartsbisdom werd opgericht op 15 april 1577, als het bisdom Trujillo, uit delen van het aartsbisdom Lima, en was suffragaan aan het aartsbisdom Lima. Op 23 mei 1943 werd het verheven tot metropolitaan aartsbisdom. 

## Parochies
Het aartsbisdom had in 2020 een oppervlakte van 16.474 km2 en telde 1.778.080 inwoners waarvan 66,7% rooms-katholiek was.

## Ordinarii

### Bisschoppen
- Alonso Guzmán y Talavera (15 april 1577; niet in bezit genomen)
- Francisco de Ovanda (15 april 1577; niet in bezit genomen)
- Jeronimo de Carcamo (25 mei 1611 - 1614)
- Francisco Diaz de Cabrera y Córdoba (6 oktober 1614 - 26 april 1620)
- Carlos Marcelo Corni Velazquez (17 augustus 1620 - 16 oktober 1630)
- Ambrosio Vallejo Mejía (10 februari 1631 - 29 oktober 1635)
- Diego Montoya Mendoza (5 oktober 1637 - 14 april 1640)
- Luis Córdoba Ronquillo (13 augustus 1640 - 24 november 1640; niet in bezit genomen)
- Pedro de Ortega y Sotomayor (21 augustus 1645 - 26 december 1647)
- Andrés García de Zurita (4 april 1650 - 2 augustus 1652)
- Diego del Castillo y Arteaga (9 maart 1654 - 25 februari 1658; niet in bezit genomen)
- Francisco de Godoy (1 september 1659 - december 1659; niet in bezit genomen)
- Juan de la Calle y Heredia (5 september 1661 - 1 oktober 1674)
- Alvarus de Ibarra (17 december 1674; niet in bezit genomen)
- Antonio de León y Becerra (19 oktober 1676 - 14 juni 1677)
- Francisco de Borja (4 september 1679 - 13 april 1689)
- Pedro de La Serena (28 september 1693 - september 1695; niet in bezit genomen)
- Pedro Díaz de Cienfuegos (20 februari 1696 - 9 januari 1702)
- Juan Víctores de Velasco (28 november 1707 - 10 december 1713)
- Diego Montero del Aguila (21 januari 1715 - 25 februari 1718)
- Jaime de Mimbela (20 maart 1720 - 4 augustus 1739)
- Gregorio de Molleda y Clerque (19 december 1740 - 4 september 1747)
- José Cayetano Paravicino (4 september 1747 - 20 oktober 1750)
- Bernardo de Arbizu y Ugarte (15 november 1751 - 20 oktober 1756)
- Cayetano Marcellano y Agramont (23 mei 1757 - 13 maart 1758)
- Francisco Javier de Luna Victoria y Castro (13 maart 1758 - 11 maart 1777)
- Baltazar Jaime Martínez de Compañón (1 juni 1778 - 15 december 1788)
- José Andrés de Achurra y Núñez del Arco (15 december 1788 - 1792)
- Blas Manuel Sobrino y Minayo (12 september 1794 - 26 april 1796)
- José Carrión y Marfil (3 juli 1798 - 24 januari 1825)
- Tomás Diéguez y Florencia (24 juli 1835 - 8 juni 1845)
- José Higinio Madalengoitia y Sanz de Zárate (19 januari 1846 - 4 november 1848; hulpbisschop sinds 27 oktober 1840)
- Agustín Guillermo Charún Espinoza (7 maart 1853 - 22 februari 1857)
- Francisco de Asis Orueta y Castrillón (26 september 1859 - 21 maart 1873)
- José Domingo Armestar Espinoza de los Monteros (21 december 1874 - 14 december 1881)
- Manuel Santiago Medina y Bañon (14 februari 1889 - 22 maart 1907)
- Carlos Garcia Irigoyen (21 maart 1910 - 21 oktober 1937)

### Aartsbisschoppen
- Juan Gualberto Guevara y de la Cuba (15 december 1940 - 16 december 1945; kardinaal in 1946)
- Aurelio Macedonio Guerrero (20 september 1946 - 25 mei 1957)
  - Alfonso Zaplana Bellizza (hulpbisschop: 14 juli 1952 - 17 december 1957)
- Federico Pérez Silva (15 juni 1957 - 16 oktober 1965)
- Carlos Maria Jurgens Byrne (6 december 1965 - 29 december 1976)
  - Luis Baldo Riva (hulpbisschop: 13 maart 1969 - 27 juni 1977)
- Manuel Prado Perez-Rosas (29 december 1976 - 29 juli 1999)
- Héctor Miguel Cabrejos Vidarte (29 juli 1999 - heden)
  - Tarcisio Pusma Ibáñez (hulpbisschop: 25 januari 2008 - augustus 2008)
  - José Javier Travieso Martín (hulpbisschop: 7 januari 2009 - 1 november 2014)
  - Timoteo Solórzano Rojas (hulpbisschop: 6 november 2018 - 18 juni 2022)
  - Francisco Castro Lalupú (hulpbisschop: 4 april 2020 - heden)

Trujillo (aartsbisdom) · Cajamarca · Chimbote · Huamachuco (territoriale prelatuur) · Huaraz · Huarí · Moyobamba (territoriale prelatuur)